# 日本甲組職業足球聯賽
J1聯賽（J1リーグ），或譯為“日本職業足球甲級聯賽”，通常被稱為「日甲」 ，因得到贊助商冠名而又稱為“明治安田生命J1聯賽”，是日本足球聯賽系統的第 1 級別，亦是職業聯賽的最高級別，聯賽系統的最高級別和日本國頂級職業足球聯賽，由社團法人日本職業足球聯賽所主辦，於1993年舉行首屆賽事，是日本足球的推廣及強化實力與及地區發展等的重要振興項目，亦是亞洲區最受歡迎及品質最高的足球聯賽。聯賽成立之初只有單一聯賽，直至1999年增設乙組聯賽，將日本職業足球聯賽分為甲組聯賽（簡稱：J1）及乙組聯賽（簡稱：J2），2014年再增設丙組聯賽（簡稱：J3），各級之間設有升降級制度。日本甲組職業足球聯賽現時共有 18 支球隊參與，鹿島鹿角是聯賽中最成功的球隊，曾經奪得過 8 次J聯賽總冠軍。
在香港，「日職聯」這個簡稱一般都是指日本的頂級聯賽（即甲組），原因是有這個名稱之時還未有乙組聯賽，日職成立初期香港地區已經轉播，所以不會稱為「日甲」，而是稱為「日職」或「日職聯」。

## 歷史
日本在20世紀初期才推行足球運動，在全國各地陸續開設足球學校，並於1921年日本足球協會（JFA）正式成立，同年舉辦了第一屆全國盃賽（1946年易名為現今的天皇盃）。至於日本全國聯賽於1965年正式成立，但球隊全部由工業財團贊助，球隊名稱也是以工業財團為命名，例如：古河電工、三菱重工、日産汽車，球會經費全部由工業財團承擔，故此球隊名字全部沿用財團的名稱。80年代，國內以相撲及棒球比較受歡迎，足球當時仍未普及，日本足總希望能夠組織一個職業足球聯賽，能夠將足球會成為一個職業性的獨立個體。由1988年開始商討，直到1993年首屆日本職業足球聯賽成立。
首屆日本職業足球聯賽共有 10 隊隊伍參加，並且獲得約2,000萬美元的資金重組，因而得到全面的革新，放棄舊有的制度，並禁止球隊以商業贊助命名，改用所屬城市名稱。最終冠軍由川崎綠茵奪得。J联赛參賽隊伍逐年不斷增加，由首屆10隊球隊參加，增至2005年有18隊球隊參加。由於當時日本經濟發達，得到強大的消費力推動下，令J联赛聲名大噪。此外，廣泛的電視轉播及市場推廣，令球會收入大增，因此，球會有財力輸入大量來自世界各地的著名外援球員，而日本國家足球隊的實力得以提高，1998年更首次出席世界盃，可惜90年代末經濟面對重大打擊，加上亞洲金融風暴，J联赛一度步入低潮，球賽入座率大減，但隨著2000年推出足球彩券及成功地與南韓合辦2002年世界盃決賽週，令J联赛發展亦止跌回升。其後多名日本國腳先後重登陸歐洲，並且取得不錯的成績。J联赛在早期為日本足球建立一個很好的基礎，令日本成為亞洲最具實力的足球強國之一。
此外，J聯賽在開辦初期為吸引球迷，增加比賽刺激度，所以規定每場比賽必須分出勝負，如果90分鐘打平，則通過金球制的加時賽，如加時賽仍不分勝負，則要通過點球大戰分出勝負。

## 參賽球隊
2025年日本甲組職業足球聯賽參賽隊伍共有 20 支。
| 中文名稱   | 英文名稱            | 所在城市           | 主場                     | 上季成績      |
| ---------- | ------------------- | ------------------ | ------------------------ | ------------- |
| 神戶勝利船 | Vissel Kobe         | 兵庫縣神戶市       | 御崎公園球技場           | 第 1 位       |
| 廣島三箭   | Sanfrecce Hiroshima | 廣島縣廣島市       | Edion和平翼廣島球場      | 第 2 位       |
| 町田澤維亞 | FC Machida Zelvia   | 東京都町田市       | 町田市立陸上競技場       | 第 3 位       |
| 大阪飛腳   | Gamba Osaka         | 大阪府吹田市       | 市立吹田足球場           | 第 4 位       |
| 鹿島鹿角   | Kashima Antlers     | 茨城縣鹿嶋市       | 茨城縣立鹿嶋足球場       | 第 5 位       |
| 東京綠茵   | Tokyo Verdy         | 東京都調布市       | 味之素體育場             | 第 6 位       |
| FC東京     | FC Tokyo            | 東京都調布市       | 味之素體育場             | 第 7 位       |
| 川崎前鋒   | Kawasaki Frontale   | 神奈川縣川崎市     | 等等力陸上競技場         | 第 8 位       |
| 橫濱水手   | Yokohama F. Marinos | 神奈川縣橫濱市     | 日產體育場               | 第 9 位       |
| 大阪櫻花   | Cerezo Osaka        | 大阪府大阪市       | 長居球技場               | 第 10 位      |
| 名古屋鯨魚 | Nagoya Grampus      | 愛知縣名古屋市     | 豐田體育場               | 第 11 位      |
| 福岡黃蜂   | Avispa Fukuoka      | 福岡縣福岡市       | 東平尾公園博多之森球技場 | 第 12 位      |
| 浦和紅鑽   | Urawa Red Diamonds  | 埼玉縣埼玉市浦和區 | 埼玉2002體育場           | 第 13 位      |
| 京都不死鳥 | Kyoto Sanga FC      | 京都府龜岡市       | 京瓷桑加體育場           | 第 14 位      |
| 湘南比馬   | Shonan Bellmare     | 神奈川縣平塚市     | 平塚競技場               | 第 15 位      |
| 新潟天鵝   | Albirex Niigata     | 新潟縣新潟市       | 新潟體育場               | 第 16 位      |
| 柏雷素爾   | Kashiwa Reysol      | 千葉縣柏市         | 日立柏足球場             | 第 17 位      |
| 清水心跳   | Shimizu S-Pulse     | 靜岡縣靜岡市       | IAI日本平體育場          | 乙組，第 1 位 |
| 橫濱FC     | Yokohama FC         | 神奈川縣橫濱市     | 三澤公園球場             | 乙組，第 2 位 |
| 岡山綠雉   | Fagiano Okayama     | 岡山縣岡山市       | 城市之光體育場           | 乙組，第 5 位 |

## 歷屆冠軍
| 球季   | 全年總冠軍     | 第一階段       | 第二階段       |
| ------ | -------------- | -------------- | -------------- |
| 1993年 | 川崎綠茵 (1)   | 鹿島鹿角       | 川崎綠茵       |
| 1994年 | 川崎綠茵 (2)   | 廣島三箭       | 川崎綠茵       |
| 1995年 | 橫濱水手 (1)   | 橫濱水手       | 川崎綠茵       |
| 球季   | 冠軍           | 冠軍           | 冠軍           |
| 1996年 | 鹿島鹿角 (1)   | 鹿島鹿角 (1)   | 鹿島鹿角 (1)   |
| 球季   | 全年總冠軍     | 第一階段       | 第二階段       |
| 1997年 | 磐田喜悅 (1)   | 鹿島鹿角       | 磐田喜悅       |
| 1998年 | 鹿島鹿角 (2)   | 磐田喜悅       | 鹿島鹿角       |
| 1999年 | 磐田喜悅 (2)   | 磐田喜悅       | 清水心跳       |
| 2000年 | 鹿島鹿角 (3)   | 橫濱水手       | 鹿島鹿角       |
| 2001年 | 鹿島鹿角 (4)   | 磐田喜悅       | 鹿島鹿角       |
| 2002年 | 磐田喜悅 (3)   | 磐田喜悅       | 磐田喜悅       |
| 2003年 | 橫濱水手 (2)   | 橫濱水手       | 橫濱水手       |
| 2004年 | 橫濱水手 (3)   | 橫濱水手       | 浦和紅鑽       |
| 球季   | 冠軍           | 冠軍           | 冠軍           |
| 2005年 | 大阪飛腳 (1)   | 大阪飛腳 (1)   | 大阪飛腳 (1)   |
| 2006年 | 浦和紅鑽 (1)   | 浦和紅鑽 (1)   | 浦和紅鑽 (1)   |
| 2007年 | 鹿島鹿角 (5)   | 鹿島鹿角 (5)   | 鹿島鹿角 (5)   |
| 2008年 | 鹿島鹿角 (6)   | 鹿島鹿角 (6)   | 鹿島鹿角 (6)   |
| 2009年 | 鹿島鹿角 (7)   | 鹿島鹿角 (7)   | 鹿島鹿角 (7)   |
| 2010年 | 名古屋鯨魚 (1) | 名古屋鯨魚 (1) | 名古屋鯨魚 (1) |
| 2011年 | 柏雷素爾 (1)   | 柏雷素爾 (1)   | 柏雷素爾 (1)   |
| 2012年 | 廣島三箭 (1)   | 廣島三箭 (1)   | 廣島三箭 (1)   |
| 2013年 | 廣島三箭 (2)   | 廣島三箭 (2)   | 廣島三箭 (2)   |
| 2014年 | 大阪飛腳 (2)   | 大阪飛腳 (2)   | 大阪飛腳 (2)   |
| 球季   | 全年總冠軍     | 第一階段       | 第二階段       |
| 2015年 | 廣島三箭 (3)   | 浦和紅鑽       | 廣島三箭       |
| 2016年 | 鹿島鹿角 (8)   | 鹿島鹿角       | 浦和紅鑽       |
| 2017年 | 川崎前鋒 (1)   | 川崎前鋒 (1)   | 川崎前鋒 (1)   |
| 2018年 | 川崎前鋒 (2)   | 川崎前鋒 (2)   | 川崎前鋒 (2)   |
| 2019年 | 橫濱水手 (4)   | 橫濱水手 (4)   | 橫濱水手 (4)   |
| 2020年 | 川崎前鋒 (3)   | 川崎前鋒 (3)   | 川崎前鋒 (3)   |
| 2021年 | 川崎前鋒 (4)   | 川崎前鋒 (4)   | 川崎前鋒 (4)   |
| 2022年 | 橫濱水手 (5)   | 橫濱水手 (5)   | 橫濱水手 (5)   |
| 2023年 | 神戶勝利船 (1) | 神戶勝利船 (1) | 神戶勝利船 (1) |
| 2024年 | 神戶勝利船 (2) | 神戶勝利船 (2) | 神戶勝利船 (2) |

## 球隊奪冠年份
| 球會       | 次數 | 奪冠年份                                       |
| ---------- | ---- | ---------------------------------------------- |
| 鹿島鹿角   | 8    | 1996, 1998, 2000, 2001, 2007, 2008, 2009, 2016 |
| 橫濱水手   | 5    | 1995, 2003, 2004, 2019, 2022                   |
| 川崎前鋒   | 4    | 2017, 2018, 2020, 2021                         |
| 磐田山葉   | 3    | 1997, 1999, 2002                               |
| 廣島三箭   | 3    | 2012, 2013, 2015                               |
| 東京綠茵   | 2    | 1993, 1994                                     |
| 大阪飛腳   | 2    | 2005, 2014                                     |
| 神戶勝利船 | 2    | 2023, 2024                                     |
| 浦和紅鑽   | 1    | 2006                                           |
| 名古屋鯨魚 | 1    | 2010                                           |
| 柏雷素爾   | 1    | 2011                                           |

## 發展過程年表
| 年份   | 事件 |
| ------ | --- |
| 1992年 | 公佈參加首屆J LEAGUE共有10支隊伍。 賽期有別於職業化前，比賽將於每年2-3月開始，至11-12月結束（「春秋制」）。 |
| 1993年 | 5月15日、J League 展開。首場比賽在東京國立競技場進行，由川崎讀賣對橫濱飛翼。 首屆日本足球聯賽由 10 隊爭奪聯賽總冠軍。 - 鹿島鹿角 - 浦和紅鑽 - 古河市原（現今的千葉市原） - 川崎綠茵（現今的東京綠茵） - 橫濱飛翼（1999年時與橫濱水手合併，成為現今的橫濱水手） - 橫濱水手（1999年時與橫濱飛翼合併） - 清水心跳 - 名古屋八鯨 - 大阪飛腳 - 廣島三箭 |
| 1994年 | 2 隊新球隊加入（共 12 隊）。 - 磐田喜悅 - 平塚比馬（現在的湘南比馬） |
| 1995年 | 2 隊新球隊加入（共 14 隊）。 - 柏雷素爾 - 大阪櫻花 |
| 1996年 | 2 隊新球隊加入（共 16 隊）。 - 京都不死鳥 - 福岡黃蜂 |
| 1997年 | 1 隊新球隊加入（共 17 隊）。 - 神戶勝利船 |
| 1998年 | 1 隊新球隊加入（共 18 隊）。 - 札幌岡薩多 首次設立升降級附加賽，札幌岡薩多及川崎前鋒在附加賽中落敗而降落乙組。 |
| 1999年 | 橫濱飛翼宣布合併入橫濱水手，橫濱飛翼球迷由於反對合併因而成立FC橫濱。 乙組（J2）聯賽成立，J1 聯賽隊數調整為 16 隊；首屆 J2 聯賽合計有 10 支隊伍參與，包括上屆降級的札幌岡薩多，以四循環形式進行。 - 山形山神 - 仙台維加泰 - 大宮松鼠 - 川崎前鋒 - 甲府風林 - 鳥棲砂岩 - FC東京 - 新潟天鵝 - 大分三神 |
| 2000年 | 水戶蜀葵加入乙組。 |
| 2001年 | FC橫濱加入乙組。 |
| 2004年 | 由於2005年度球季 J1 隊數增至 18 隊，因此2004年球季所有隊伍，除了成績最差的球隊外，均無須降級；而 J1 的榜尾球隊需與 J2 的第三名參與升降級附加賽，結果當屆 J1 排名最低的柏雷素爾得以幸免降級。 |
| 2005年 | J2 的德島漩渦（2004年JFL 第 1 名）及草津溫泉（2004年JFL 第 3 名）首次升上 J2。 採用新的升降級制度，原本 J1 聯賽成績最差的兩隊，會被 J2 的聯賽冠、亞軍取代制度保持不變，但 J1 的第 16 名（尾3）需要與 J2 的第 3 名參與升降級附加賽，勝出可以參加來屆 J1 賽事。 |
| 2006年 | 2006年球季 J2 隊數增至 13 隊，J2 的FC愛媛（2005年JFL冠軍）首次升上 J2。 將作客入球優惠制引入日本聯賽盃及增加日本職業足球聯賽升降級附加賽。 |
| 2008年 | 2008年 J2 隊數增至 15 隊，FC岐阜及熊本深紅加入 J2，並成為以三循環形式進行。 |
| 2009年 | 2009年 J2 隊數增至 18 隊，櫪木SC、岡山綠雉及富山勝利加入 J2。 取消升降級附加賽，J1 的第 16 名（尾3）亦需要直接降級，由 J2 的第 3 名參加來屆 J1 賽事。 |
| 2010年 | 2010年 J2 隊數增至 19 隊，北九州向日葵加入 J2。 |
| 2011年 | 2011年 J2 隊數增至 20 隊，鳥取飛翔加入 J2。由於J2仍未達到預定的22支參賽球隊,本賽季仍暫停降級。 2011年3月17日，受日本9.0級地震影響，J LEAGUE決定2011年4月3日之前的比賽全都暫停。 |
| 2012年 | 2012年 J2 隊數增至預定的 22 隊，町田澤維亞、松本山雅加入 J2。J2的第三名至第六名將進行升級附加賽決定最後一個J1的升級資格。同年J2引入有條件的升降級制度及升降級附加賽，最多兩隊有機會要降級至日本足球聯賽(JFL)。 |
| 2014年 | 2014年 丙組（J3）聯賽成立。首屆 J3 聯賽合計有 12 支隊伍參與，以三循環形式進行。 |
| 2015年 | 2015年 日職聯賽全體由明治安田生命保險冠名贊助，聯賽總稱統一為「明治安田生命J1/J2/J3 League」。 J1聯賽重新推行兩階段聯賽，兩階段聯賽冠軍與總成績第二、三位將進行季後賽決定總冠軍。 首設New Year Cup季前熱身賽系列。 山口雷法從JFL加盟丙組。（丙組參賽球隊為13支） |
| 2016年 | 2016年 鹿兒島聯從JFL加盟丙組，日本U22國家隊退出丙組，FC東京、大阪飛腳及大阪櫻花之U23加盟丙組。（丙組參賽球隊為16支） |
| 2017年 | 2017年 沼津青藍以JFL第四名加盟丙組。（丙組參賽球隊為17支） J1聯賽取消兩階段聯賽，重新以雙循環聯賽直接爭奪聯賽冠軍；增加外援註冊人數至5個，同一比賽日最多派出4個外援上陣。 |
| 2018年 | 2018年 註五出四外援政策於J2聯賽實行。 |
| 2019年 | 2019年 八戶雲羅里以JFL第三名加盟丙組。（丙組參賽球隊為18支） J1及J2聯賽不再限制外援註冊人數，惟同一比賽日最多派出5個外援上陣。 |
| 2020年 | 2020年 FC今治以JFL第三名加盟丙組。（丙組參賽球隊原為19支，FC東京U23因COVID-19疫情退出後減至18支） 大阪飛腳及大阪櫻花之U23為最後一年參加J3聯賽。 因COVID-19疫情影響，各層級間降級取消，僅保留升級制度。 |
| 2021年 | 2021年 宮崎棒牛鳥以JFL第二名加盟丙組。（丙組參賽球隊為15支） 恢復降級制度。 |
| 2022年 | 2022年 磐城FC以JFL第一名加盟丙組。（丙組參賽球隊為18支） |
| 2023年 | 因為職業聯賽系統改制，2024年起，J1-J3聯賽參賽隊伍均為20支。各級聯賽升降級球隊數量因而調整。 |
| 2024年 | 賽會及各職業聯賽代表商討後，決定在2026年起，將賽期由「春秋制」改為「秋春制」，以便配合歐洲賽季。 |
| 2025年 | 因應2026年賽期改動，原本可參與2026/27年度亞足聯冠軍精英聯賽的三個名額縮減至兩個，只有冠軍及亞軍能自動參與。 |
| 2026年 | 賽期改由8月第一週開始，至翌年5月最後一週結束，期間約在12月第二週至2月第三週歇冬。2026年上半年則舉辦季前聯賽。 季前聯賽依照2025年最終升/降級結果，分為兩組，每組10隊進行雙循環比賽（小組賽），並參照以往比賽模式，每場進行90分鐘比賽，若分勝負，勝者得3分，負者得0分。如未分勝負則直接互射十二碼決勝，勝者得2分，負者得1分。 小組賽結束後，各組相同名次的球隊會再進行主客制比賽（附加賽），確認季前聯賽最終名次，如下：Ａ組冠軍與Ｂ組冠軍爭標（1/2名）、Ａ組亞軍與Ｂ組亞軍對壘（3/4名），如此類推。 季前聯賽總冠軍將會獲得2026/27年度亞冠精英聯賽的最後一個名額。如總冠軍已藉2025年聯賽取得亞冠精英聯賽名額，2025年聯賽的亞冠精英聯賽名額將以該球季成績依次替補。 季前聯賽不設降級。 |

## 歷年賽制
1993年–2004年（除1996年）間J1聯賽每個賽季都分兩個循環進行，總冠軍由兩個循環的冠軍進行主客兩回合比賽決出。
1993年–1994年，J聯賽採取按勝率排名的方式（勝場/總比賽場次）
1995年–1997年，90分鐘和120分鐘獲勝得3分，點球獲勝得2分，點球敗北得1分
1998年–1999年，90分鐘內獲勝得3分，120分鐘獲勝得2分，點球獲勝得1分，失利得0分。
2000年–2002年，取消了點球決勝，90分鐘獲勝得3分，120分鐘獲勝得2分，120分鐘不分勝負則雙方各得1分。
2003年開始，取消了加時賽，採取了普通的3分制，勝一場3分，平一場1分，負一場0分。
由2005年球季開始，跟隨歐洲聯賽制度改為主客雙循環賽制比賽，每支隊伍與各球隊對賽兩次，主客各一次。上下半季的賽程並不相同，而雙方球隊亦不會在同一半季中對賽兩次，J1的每支球隊共進行34場賽事，而J2由於要進行四循環賽事，因此每支球隊共進行48場比賽。每場勝仗可得3分，和局得1分，負仗則0分，按各隊於聯賽所得的積分排列。
- 若有兩隊隊伍於總結賽事所得分數出現相同分數，則需順序按以下方法排列名次：

1. 有關隊伍於聯賽的得失球差
2. 有關隊伍於聯賽的入球數字
3. 有關隊伍的對賽成績
4. 有關隊伍的對賽球差
5. 於中立場進行一場附加賽決出勝負。

- 由 2009 年球季開始，J1 聯賽成績最差的三支隊伍，會由 J2 聯賽的前三名隊伍取代其位置，參加來屆 J1 賽事。另一方面 J2 聯賽改為三循環賽制同時並沒有設立降級制度。

- 由 2010 年球季開始，J2 聯賽和J1 聯賽一樣實行主客雙循環賽制。

## 獎金

### J1
2017年起J1為前四名設立理念強化配分金，獎金如下：
- 1位（聯賽冠軍） 15億5000萬日元（包括首年10億日元，次年4億日元及第3年1億5000萬日元）
- 2位 7億日元（包括首年4億日元，次年2億日元及第3年1億日元）
- 3位 3億5000萬日元（包括首年2億日元，次年1億5000萬日元）
- 4位 1億8000萬日元

J1聯賽冠軍另外被授予優勝獎金3億日元，加上亞足聯冠軍聯賽參賽獎金2000萬日元，以及所有J1參賽隊伍的均等分配金3.5億日元，總獎金高達22.2億日元。

### J2
聯賽冠軍球隊可得2000萬日元獎金及J.LEAGUE盃，而亞軍則可得1000萬日元獎金及J.LEAGUE盃。

### 個人獎
- 最優秀球員獎
- 最佳11人
- 神射手
- 最優秀新人獎（新人王）
- 高円宮盃公平競技獎（隊獎）
- 公平競技個人獎
- 最優秀監督獎
- 優勝隊監督獎
- 優秀主審獎
- 優秀副審獎
- 參與獎

## 著名球員

### 國內球員
| - 三浦知良 - 中山雅史 - 福田正博 - 中田英壽 - 川口能活 - 楢崎正剛 - 宮本恒靖 | - 中泽佑二 - 稻本潤一 - 中村俊輔 - 小野伸二 - 中田浩二 - 三都主 | - 高原直泰 - 遠藤保仁 - 柳澤敦 - 玉田圭司 - 大久保嘉人 - 田中鬥莉王 | - 松井大輔 - 中村宪刚 - 长友佑都 - 長谷部誠 - 本田圭佑 - 香川真司 | - 曾端準 - 小林悠 - 小笠原滿男 - 佐藤壽人 - 柴崎岳 - 金崎夢生 |  |

### 海外球員
| - 鲁迪·瓦塔（Rudi Vata） - 阿爾貝托·阿科斯塔（Alberto Acosta） - （克劳迪奥·比亚希奥） - （大卫·比斯孔蒂） - 古斯塔沃·萨帕塔（Gustavo Zapata） - 内斯特·戈罗希托（Néstor Gorosito） - 佩德罗·特罗格里奥（Pedro Troglio） - 拉蒙·迪亚斯（Ramón Díaz） - 拉蒙·梅迪納·貝洛（Ramón Medina Bello） - 塞爾吉奧·巴斯克斯（Sergio Vázquez） - （维克多·费雷拉） - 阿歷斯·布魯斯基（Alex Brosque） - 施科利（Alvin Ceccoli） - 奧雷利奧·域馬（Aurelio Vidmar） - 比利·塞莱斯基（Billy Celeski） - 格拉咸·阿諾特（Graham Arnold） - 海登·福克斯（Hayden Foxe） - 亚德·诺什（Jade North） - 乔尔·格里菲斯（Joel Griffiths） - 乔舒亚·肯尼迪（Joshua Kennedy） - 盧卡斯·尼爾（Lucas Neill） - 马克·米利甘（Mark Milligan） - 馬修·賓利（Matthew Bingley） - 马修·斯皮拉诺维奇（Matthew Spiranovic） - 米治·尼高斯（Mitch Nichols） - 米歇爾·杜基（Mitchell Duke） - 尼敦·般斯（Nathan Burns） - （Ned Zelić） - （斯蒂芬·莱布特） - 史提夫·哥里卡（Steve Corica） - 托尼·波波维奇（Tony Popovic） - 瑪利歐·哈斯（Mario Haas） - （米高·鮑爾） - 洛倫佐·史泰倫斯（Lorenzo Staelens） - 韋菲特·辛奴（Wilfried Sanou） - （阿尔宾·佩拉克） - 艾倫·艾維迪（Alen Avdić） - （阿尔米尔·图尔科维奇） - （埃丁·穆金） - （伊凡·拉迪歷） - 靴高域（Mirko Hrgović） - 謝爾蓋·阿連尼哥夫（Sergei Aleinikov） - 埃迪瓦爾多·夏莫沙（Edivaldo Hermoza） - 朱里奥·塞萨尔·巴尔迪维索（Julio César Baldivieso） - 阿迪尔森·巴帝斯塔（Adílson Batista） - （亚历山德罗·坎巴尔霍塔） - 阿歷山大·洛佩斯（Alexandre Lopes） - 亚历山大·托里斯（Alexandre Torres） - 阿尔米尔·迪·苏沙·弗拉加（Almir de Souza Fraga） - 安东尼奥·贝内迪托·达·席尔瓦（Antônio Benedito da Silva） - （Antônio Carlos Zago） - 阿吉爾·法克斯（Argel Fucks） - 阿克塞尔（Axel） - 巴爾塔扎爾·馬利亞·莫賴斯·儒尼奧爾（Baltazar Maria de Morais Júnior） - 貝納多·費南迪斯·達·席爾瓦（Bernardo Fernandes da Silva） - 比斯馬克·巴列圖·法利亞（Bismarck Barreto Faria） - 般奴·哥迪斯（Bruno Cortez） - 卡雷卡（Careca） - 卡洛斯·阿爾貝托·迪亞士（Carlos Alberto Dias） - 卡洛斯·莫泽（Carlos Mozer） - 塞萨尔·桑帕伊奥（César Sampaio） - 克里斯蒂安·科雷亚·迪奥尼西乌（Christian Corrêa Dionisio） - 丹尼尔·达·席尔瓦（Daniel da Silva） - 贾米尼亚（Djalminha） - 里卡多·盧卡斯（Dodô） - （多尼泽特·奥利维拉） - 杜都（Dudu Cearense） | - 邓加（Dunga） - 埃迪尔森（Edílson） - 艾蒙度·艾維斯·迪蘇沙·尼圖（Edmundo） - （埃杜·曼加） - 埃杜·馬蘭貢（Edu Marangon） - （Edvaldo Oliveira Chaves） - （Elivélton） - （Émerson Carvalho da Silva） - （Euller） - 艾巴依路（Evair） - 法比奧·祖利亞（Fábio Júnior） - 法比奧·桑托斯（Fábio Santos） - 法比奧·森比斯奧（Fábio Simplício） - 法蘭卡（França） - 吉尔伯托·卡洛斯·纳西门托（Gilberto Carlos Nascimento） - 吉尔伯托·里贝罗·贡萨尔维斯（Gilberto Ribeiro Gonçalves） - 吉马尔·里纳尔迪（Gilmar Rinaldi） - 浩克（Hulk） - 亨巴利圖·巴路基斯·泰西拿（Humberlito Borges） - 若昂·卡洛斯·多斯桑托斯（João Carlos dos Santos） - 塞爾吉奧·路易斯·多尼采蒂（João Paulo） - 佐真奴（Jorginho） - 若爾吉尼奧·普提那堤（Jorginho Putinatti） - 若伯特·阿劳若·马丁斯（Joubert Araújo Martins） - 莱昂纳多·阿劳若（Leonardo Araújo） - 路易桑（Luiz Bombonato Goulart） - 马格诺·阿尔维斯（Magno Alves） - 马塞利尼奥·卡里奥卡（Marcelinho Carioca） - 馬斯奧·米蘭達·費利達斯·羅渣·達施華（Márcio Miranda Freitas Rocha da Silva） - 馬格朗（Márcio Rodrigues） - （Marco Antônio da Silva） - 馬高斯·保羅（Marcos Paulo） - 马奎斯·巴蒂斯塔·德·阿布莱乌（Marques Batista de Abreu） - 馬辛尼奧·奧利維拉（Mazinho Oliveira） - （弗朗西斯科·埃尔南迪·利马·达席尔瓦） - （Moacir Rodrigues Santos） - 繆勒（Müller） - 纳德森·罗德里格斯·德·索萨（Nádson Rodrigues de Souza） - 内尔松·路易斯·克尔希纳（Nélson Luís Kerchner） - （奥塞亚斯·雷斯·多斯桑托斯） - （Osmar Donizete Cândido） - 保罗·贾梅利（Paulo Jamelli） - 保罗·西拉斯（Paulo Silas） - 拉蒙·梅内塞斯（Ramon Menezes） - （Ricardo Alexandre dos Santos） - 罗伯特·达·席尔瓦·阿尔梅达（Robert da Silva Almeida） - 罗杰·马沙杜·马基斯（Roger Machado Marques） - 罗纳尔多·罗德里格斯·德·热苏斯（Ronaldão） - 羅尼（Rôni） - 塞尔吉奥·马诺埃尔（Sérgio Manoel） - 泰亞高·尼維斯（Thiago Neves） - 廷加（Tinga） - 瓦尔迪尔·贝内迪托（Valdir Benedito） - 瓦尔多·菲略（Valdo Filho） - 华盛顿·斯泰卡奈罗·塞凯拉（Washington） - 济科（Zico） - 津尼奥（Zinho） - 赫里斯托·斯托伊奇科夫（Hristo Stoitchkov） - 艾利恩·史杜恩洛夫（Ilian Stoyanov） - （基里尔·梅特科夫） - 德揚·亞科維奇（Dejan Jakovic） - 弗朗西斯科·费尔南德斯（Francisco Fernández） - 賈秀全（Jia Xiuquan） - 赛义杜·敦比亚（Seydou Doumbia） - （埃德温·伊菲安尼） - 米高·彭斯·比隆（Michel Pensée） - 柏特歷·麥保馬（Patrick Mboma） | - （阿利·迪纳斯） - 丹尼臣·哥度巴（Danilson Córdoba） - （埃维尔·帕拉西奥斯） - 汉密尔顿·里卡德（Hamilton Ricard） - 埃爾南·加維里亞（Hernán Gaviria） - （胡安·埃斯蒂文·贝莱斯） - 保罗·万乔普（Paulo Wanchope） - （安德烈·帕纳迪奇） - 伊格尔·茨维塔诺维奇（Igor Cvitanović） - 戈兰·祖域（Goran Jurić） - 馬度·拿尼積克（Mato Neretljak） - （姆拉登·姆拉德诺维奇） - （尼诺·布雷） - 蘭高·迪斯普杜域（Ranko Despotović） - 托米斯拉夫·埃爾切格（Tomislav Erceg） - 托米斯拉夫·马里奇（Tomislav Marić） - 昆頓·馬天奴斯（Quenten Martinus） - 伊万·哈谢克（Ivan Hašek） - （伊沃·乌利赫） - 帕维尔·切尔尼（Pavel Černý） - 帕维尔·霍瓦特（Pavel Horváth） - 白賴仁·史甸·尼路臣（Brian Steen Nielsen） - 米歇尔·劳德鲁普（Michael Laudrup） - 加里·莱因克尔（Gary Lineker） - 杰伊·博思罗伊德（Jay Bothroyd） - 伊昂·安东尼·戈伊科切亚（Ion Andoni Goikoetxea） - 胡里奥·萨利纳斯（Julio Salinas） - 提克希奇·贝吉里斯坦（Txiki Begiristain） - 巴希尔·波利（Basile Boli） - （克劳德·丹布里） - 杰拉尔德·帕西（Gérald Passi） - 大衛·穆吉里（Davit Mujiri） - 弗蘭克·奧爾德內維茨（Frank Ordenewitz） - 吉多·布赫瓦尔德（Guido Buchwald） - 米夏埃尔·鲁梅尼格（Michael Rummenigge） - 皮埃尔·利特巴尔斯基（Pierre Littbarski） - 乌韦·本恩（Uwe Bein） - 乌维·拉恩（Uwe Rahn） - （奥乌苏·本森） - 阿夫拉姆·帕帕多普洛斯（Avraam Papadopoulos） - 索尔·马丁内斯（Saúl Martínez） - 伊爾凡·巴赫丁（Irfan Bachdim） - 達尼埃萊·馬薩羅（Daniele Massaro） - 薩爾瓦托雷·斯基拉奇（Salvatore Schillaci） - 安貞桓（Ahn Jung-hwan） - 曹宰溱（曹宰榛） - 洪明甫（Hong Myung-bo） - 金南一（Kim Nam-il） - 李天秀（Lee Chun-soo） - 盧廷潤（Noh Jung-yoon） - 朴智星（Park Ji-sung） - 柳想鐵（Yoo Sang-chul） - （贝萨尔·阿卜杜拉希米） - 博班·巴本斯基（Boban Babunski） - 高錫·薩路斯基（Goce Sedloski） - 史迪维卡·拉斯迪（Stevica Ristić） - 安托·德羅布尼亞克（Anto Drobnjak） - 伊戈尔·布尔扎诺维奇（Igor Burzanović） - （内纳德·马斯洛瓦） - 杰立克·柏度域（Željko Petrović） - 雲拿保（Gerald Vanenburg） - 汉斯·吉尔豪斯（Hans Gillhaus） - （亨尼·梅蒂赫尔） - （约翰·凡·罗恩） - （Peter Bosz） - （彼得·惠斯特拉） - 理查德·维茨格（Richard Witschge） - 迈克尔·奥比库（Michael Obiku） - （莫莫杜·穆塔鲁） | - 皮特·乌塔卡（Peter Utaka） - 科迪·莊臣（Frode Johnsen） - 托雷·佩德森（Tore Pedersen） - 凯恩·文森特（Kayne Vincent） - 米高·費斯基拿特（Michael Fitzgerald） - 米高·麥堅治（Michael McGlinchey） - 温顿·鲁费尔（Wynton Rufer） - （乔奇·德·巴鲁迪斯） - 安赫尔·奥尔蒂斯（Ángel Ortiz） - 卡西亚诺·德瓦尔（Casiano Delvalle） - 达尼埃尔·萨拉布里亚（Daniel Sanabria） - 爱德华多·阿兰达（Eduardo Aranda） - 弗朗西斯科·阿尔塞（Francisco Arce） - 基多·阿尔瓦伦加（Guido Alvarenga） - 何塞·奥迪戈萨（José Ortigoza） - 胡安·卡洛斯·比利亚马约尔（Juan Carlos Villamayor） - 理查特·巴埃斯（Richart Báez） - 羅伯托·托里斯（Roberto Torres） - 圣地亚哥·萨尔塞多（Santiago Salcedo） - 大友慧（Satoshi Otomo） - 彼得·希维尔切夫斯基（Piotr Świerczewski） - 保羅·富特雷（Paulo Futre） - 马尔西奥·埃莫森（Emerson Sheik） - 盖布瑞·波佩斯库（Gabriel Popescu） - （帕维尔·巴迪亚） - 艾赫利克·茨維巴（Akhrik Tsveiba） - 季米特里·拉德琴科（Dmitri Radchenko） - （伊戈尔·列迪亚霍夫） - 尤里·尼基福罗夫（Yuriy Nikiforov） - 海梅·羅德里格斯（Jaime Rodríguez） - 亚历山大·日夫科维奇（Aleksandar Živković） - （布迪米尔·武贾西奇） - 德拉甘·斯托伊科维奇（Dragan Stojković） - 德拉吉沙·比尼奇（Dragiša Binić） - 杜桑·佩特科维奇（Dušan Petković） - 戈伊科·卡查爾（Gojko Kačar） - 内纳德·乔尔杰维奇（Nenad Đorđević） - 拉德·博格達諾維奇（Rade Bogdanović） - （拉迪沃耶·马尼奇） - （斯洛博丹·杜巴吉奇） - （托马斯·比克尔） - （卢博米尔·卢霍维） - 卢博米尔·莫拉夫奇克（Ľubomír Moravčík） - （马雷克·施皮拉尔） - 阿米尔·卡里奇（Amir Karić） - 卡利文·拿域（Klemen Lavrič） - 米利沃耶·诺瓦科维奇（Milivoje Novaković） - 尼積錫·比斯尼克（Nejc Pečnik） - 泽里科·米利诺维奇（Željko Milinovič） - 薩拉坦·隆比真歷（Zlatan Ljubijankič） - 弗雷德里克·永贝里（Fredrik Ljungberg） - （吉恩-保罗·冯德伯格） - （维塔利·帕拉赫内维奇） - 西尔维奥·斯潘（Silvio Spann） - 拉沙德·諾尤伊（Lassad Nouioui） - （齐亚德·特莱马尼） - 阿尔帕伊·厄扎兰（Alpay Özalan） - 伊漢·文斯（İlhan Mansız） - 奧利·普羅塔索夫（Oleh Protasov） - （谢尔希·斯卡琴科） - （费尔南多·皮昆） - （丹·卡利奇曼） - （奥列格·帕希宁） - 黎公荣（Lê Công Vinh） - 阮公凤（Nguyễn Công Phượng） - 馬克·鮑溫（Mark Bowen） |

## 著名領隊

### 國內領隊
- 釜本邦茂
- 加茂周
- 桑原隆
- 佐佐木則夫
- 西野朗
- 岡田武史
- 石井正忠

### 海外領隊
- 路易斯·菲利佩·斯科拉里
- 阿尔塞纳·温格
- 卡洛斯·昆洛斯
- 伊维卡·奥西姆

## 外部連結
- 官方網站 （页面存档备份，存于）
- （日語） 官方YouTube頻道 （页面存档备份，存于）
- RSSSF.com - Japan - List of Champions （页面存档备份，存于）